# Bataillon de tirailleurs montagnards du Sud-Annam
Pour les articles homonymes, voir BTMSA.
Le bataillon de tirailleurs montagnards du Sud-Annam (BTMSA) est une unité des troupes coloniales françaises, formée en Indochine en 1931. Elle combat pendant la guerre franco-thaïlandaise puis disparaît lors du Coup de force japonais de 1945 en Indochine.

## Historique
Le BTMSA est créé le 29 septembre 1931 à partir du bataillon Moï (terme péjoratif vietnamien désignant les peuples montagnards) du régiment de tirailleurs annamites (RTA), bataillon lui-même créé le 1er août au sein du RTA.
En garnison à Buôn Ma Thuột, le BTMSA fait partie de la brigade d'Annam-Laos.
Après le déclenchement des offensives thaïlandaises au Cambodge fin 1940, le BTMSA rejoint la zone d'opération. Les tirailleurs, renforcés d'une compagnie de la garde indigène du Laos, lancent dès novembre 1940 un raid réussi sur l'île de Ban Sa Not tenue par les Thaïlandais.
Le régiment est disloqué les 9 et 10 mars 1945 lors de la prise de contrôle de l'Indochine par l'Armée japanaise. Une centaine de tirailleurs parviennent toutefois à échapper aux Japonais.

## Traditions

### Uniforme
Les tirailleurs du BTMSA se distinguent des autres unités vietnamiennes par le port d'un béret de laine bleu foncé, portant une ancre en drap rouge (béret également porté par les tirailleurs indochinois servant en Chine).

### Insigne
Réalisé en 1939, l'insigne présente l'ancre des troupes coloniales chargée d'un éléphant d'Asie. L'éléphant symbolise la force et la résistance mais aussi la sagesse,.